# Kanton Albestroff
Kanton Albestroff (fr. Canton d'Albestroff) byl francouzský kanton v departementu Moselle v regionu Lotrinsko. Tvořilo ho 26 obcí. Zrušen byl po reformě kantonů 2014.

## Obce kantonu
- Albestroff
- Bénestroff
- Bermering
- Francaltroff
- Givrycourt
- Guinzeling
- Honskirch
- Insming
- Insviller
- Léning
- Lhor
- Lostroff
- Loudrefing
- Marimont-lès-Bénestroff
- Molring
- Montdidier
- Munster
- Nébing
- Neufvillage
- Réning
- Rodalbe
- Torcheville
- Vahl-lès-Bénestroff
- Vibersviller
- Virming
- Vittersbourg